# وویچیخ زاگورسکی
وویچیخ تساتسکو-زاگورسکی (لهستانی: Wojciech Cacko-Zagórski؛ ‏ ۶ اکتبر ۱۹۲۸ – ۲۹ آوریل ۲۰۱۶) بازیگر اهل لهستان بود.. وی دانش‌آموختهٔ آکادمی ملی هنرهای نمایشی الکساندر زلوروویچ در ورشو است.
از فیلم‌ها یا برنامه‌های تلویزیونی که وی در آن نقش داشته‌است، می‌توان به چگونه جنگ جهانی دوم را آغاز کردم، کونوپیلکا، به‌دور از جاده، یانوشیک، ماجراهای میخاو، سرهنگ کفیاتکوفسکی، وقتی منو بگیری باهام چکار می‌کنی؟، ترانه عاشقانه‌ای برای یانوشِک، خیابان فرعی ۴، یانا، کارآگاهان جنایی، دوران افتخار و جن‌زدگان اشاره کرد.
وی همچنین برندهٔ جوایزی همچون نشان چهلمین سالگرد خلق لهستان، نشان دهمین سالگرد خلق لهستان، نشان صلیب گرونوالد، صلیب شایستگی و نشان افتخار تولد لهستان شده‌است.